# Pointe du Fréjus
Pour les articles homonymes, voir Fréjus (homonymie).
La pointe du Fréjus (en italien Punta del Fréjus) est une montagne qui culmine entre 2 934 et 2 936 mètres d'altitude dans les Alpes à la frontière entre la France et l'Italie.

## Géographie
Elle forme avec l'aiguille de Scolette (3 506 m), la pointe de Paumont (3 171 m) et la cime du Grand Vallon (3 129 m) le chaînon de Scolette, à l'ouest du massif du Mont-Cenis, entre le val de Suse en Italie et la Haute-Maurienne en France. Administrativement la montagne est partagée entre les communes de Modane en France et celle de Bardonnèche en Italie.
Le tunnel ferroviaire du Fréjus, achevé en 1871, et le tunnel routier du Fréjus, mis en service en 1980, transitent dans le sous-sol sous la montagne.

## Ascension
La pointe du Fréjus peut être atteinte par le col du Fréjus (2 539 mètres, reliant Modane et Bardonnèche) et ensuite par l'arête sud-ouest.